# Polygrammodes griveaudalis
Polygrammodes griveaudalis là một loài bướm đêm trong họ Crambidae.